# Tuqu'
Tuqu' (in arabo تقوع‎?; in ebraico תקוע‎?) è una città palestinese, nel governatorato di Betlemme, situata a 12 km a sud est di quest'ultima, in Cisgiordania. Secondo l'ufficio centrale di statistica palestinese (PCBS), la popolazione del Tuqù era di 8.881 nel 2007.

## Archeologia e monumenti
La tomba di Amos si trova nel villaggio e dopo alcuni anni dopo la sua morte divenne sacra. I Bizantini idearono una chiesa intorno al 300 d.C in suo onore, visibile oggi attraverso i suoi resti.
Appena fuori dal Tuqù vi è la Wadi Khreiton ("Chariton Valley"). La valle è caratterizzata da 3 grotte abitate sin dal paleolitico, Umm Qatfa, Umm Qala'a e Erq al-Ahmar. Quest'ultima è stata abitata fin dall'8.000 a.C. e le tracce del fuoco sono state trovate in Umm Qala'a, risalente a 500.000 anni. Nel vicino villaggio di Khirbet Tuqu ', ci sono i resti di una chiesa bizantina e un monastero.

## Società

### Evoluzione demografica
Secondo il Palestinian Central Bureau of Statistics nel 1997 Tuqù aveva una popolazione di 4.890 abitanti. Vi sono stati solo 24 profughi palestinesi, che costituiscono lo 0.5 % della popolazione. Vi erano 2.534 maschi e 2.356 femmine. Nel 2004, la popolazione totale del Tuqu' è salita a 6.265 e nel 2006 vi era una popolazione stimata di 6.669 abitanti. La maggior parte degli abitanti cristiani del Tuqu' erano emigrati a Betlemme, nel XVIII secolo, così Tuqu' ha attualmente una maggioranza musulmana.

## Economia
Nel 2006, il 65 % degli abitanti del villaggio impiegò lavori di costruzione in Israele, il 20 % il agricoltura, l'8 % nel commercio e il 7% nei settori governativi. Sono stati compiuti sforzi per attirare i turisti. È stato costruito un centro comunale vicino alle rovine di una chiesa bizantina in Tuqu'. Il villaggio è ben noto per le sue verdure.